# Moga (dystrykt)
Moga – dystrykt w stanie Pendżab w Indiach.

## Informacje
Dystrykt Moga należy do stanu Pendżab od 1995 roku, Siedzibą władz jest Moga. Dystrykt jest podzielony na 4 teshilie: Moga, Baghapurana, Nihal Singh Wala, Dharmkot.

## Demografia
W 2011 roku w dystrykcie Moga mieszkało 995 746 ludności, w tym 535 920 mężczyzn i 469 826 kobiet. W stosunku do wyników spisu z 2001 roku wzrosła gęstość zaludnienia z 400 osoby na kilometr kwadratowy do 444 osób, przy powierzchni dystryktu wynoszącej 2442 km². Według spisu ludności z 2011 roku 70,68% ludności potrafi czytać i pisać, w tym 74,44% mężczyzn i 66,48% kobiet.

## Turystyka
Do miejsc wartych odwiedzenia w dystrykcie należą:  hinduska świątynia Geeta Bhawan w Moga.